# 2007年のJリーグ ディビジョン2
- 日本プロサッカーリーグ  > Jリーグ ディビジョン2 > 2007年のJリーグ ディビジョン2
- 2007年のスポーツ  >  2007年のサッカー  >  2007年のJリーグ  > 2007年のJリーグ ディビジョン2

この項目では、2007年シーズンのJリーグ ディビジョン2（J2）について述べる。

## 2007年シーズンのJ2のクラブ
2007年シーズンのJ2のクラブは以下の13チームである。このうち、京都サンガF.C.、セレッソ大阪、アビスパ福岡が前シーズンのJ1からの降格クラブである。今季の新規参入チームはなかった。尚このシーズンから京都パープルサンガが京都サンガF.C.にクラブ名を変更した。2004年シーズン以来3シーズンぶりにJFLからの昇格クラブがなく、J1からの降格3クラブがいずれも以前J2所属歴があるため、３シーズンぶりJ2史上2度目の初参入クラブのないシーズンとなった。
※前年度成績=特記なきものは2006年J2のもの
| チーム名           | 監督                     | 所在 都道府県 | ホームスタジアム                                  | 前年成績 |
| ------------------ | ------------------------ | ------------- | ------------------------------------------------- | -------- |
| コンサドーレ札幌   | 三浦俊也                 | 北海道        | 札幌ドーム 札幌厚別公園競技場                     | 6位      |
| ベガルタ仙台       | 望月達也                 | 宮城県        | ユアテックスタジアム仙台                          | 5位      |
| モンテディオ山形   | 樋口靖洋                 | 山形県        | NDソフトスタジアム山形                            | 8位      |
| 水戸ホーリーホック | 前田秀樹                 | 茨城県        | 笠松運動公園陸上競技場                            | 10位     |
| ザスパ草津         | 植木繁晴                 | 群馬県        | 群馬県立敷島公園県営陸上競技場                    | 12位     |
| 東京ヴェルディ1969 | ラモス瑠偉               | 東京都        | 味の素スタジアム                                  | 7位      |
| 湘南ベルマーレ     | 菅野将晃                 | 神奈川県      | 平塚競技場                                        | 11位     |
| 京都サンガF.C.     | 美濃部直彦               | 京都府        | 京都市西京極総合運動公園陸上競技場兼球技場        | J1 18位  |
| セレッソ大阪       | 都並敏史                 | 大阪府        | 長居スタジアム                                    | J1 17位  |
| 徳島ヴォルティス   | 今井雅隆                 | 徳島県        | 鳴門・大塚スポーツパーク ポカリスエットスタジアム | 13位     |
| 愛媛FC             | 望月一仁                 | 愛媛県        | 愛媛県総合運動公園陸上競技場                      | 9位      |
| アビスパ福岡       | ピエール・リトバルスキー | 福岡県        | 東平尾公園博多の森球技場                          | J1 16位  |
| サガン鳥栖         | 岸野靖之                 | 佐賀県        | 鳥栖スタジアム                                    | 4位      |

## レギュレーションの変更点
なし

## スケジュール
3月3日から12月1日まで行われた。J1と違い、アジアカップの大会期間中も中断することなく開催された。

## リーグ概要
福岡、C大阪、京都の降格組に加え、大補強を敢行した東京V、例年になく意欲的な補強を見せた湘南、J2上位常連の仙台、年々順位を上げてきた鳥栖、前年度の天皇杯でベスト4入りし三浦俊也新監督の下で守備組織の再構築を行った札幌など昇格候補が目白押しであり、混戦が予想されていた。
中でも元日本代表や大物外国人を揃えた東京Vは注目されていたが、序盤に7連敗を喫するなど低迷。またC大阪も序盤にもたつき都並敏史新監督が5月に早くも解任されるなど下位に沈んでいた。上位争いは福岡、山形などが一時首位に立ったがその後失速、浮上してきたのは堅守速攻を武器に手堅いサッカーを展開した札幌だった。第14節から第20節まで7連勝を挙げるなどし2位に勝ち点差10以上をつける独走大勢、2位以下は団子状態でシーズンは続いていった。
だが札幌自慢の堅守が8月下旬に突如崩壊、負けが込み始めた。その間に仙台、京都などの2位グループ、さらに序盤に低迷していた東京VとC大阪が驚異的な追い上げで再び昇格争いに参戦、大混戦となった。第4クールに入ってからは負けたチームから昇格争いから脱落というサバイバルゲームの様相を呈し、徐々に絞り込まれ、最終節を残した時点で1位東京V、2位札幌、3位京都までに昇格の可能性が残っていた。中でも東京Vは得失点差で大きくリードしており、事実上の昇格決定という状況であった。
そうして迎えた最終節、東京VはC大阪に2点リードの状況から追いつかれ引き分け。札幌は水戸に1点ビハインドからの逆転勝利で逆転優勝、J1昇格を決めた。東京Vは2位に落ちたとはいえ7連敗から怒涛の追い上げで自動昇格権を確保した。3位には京都が入り、J1・J2入れ替え戦へと回ることが決まった。
下位に目を向けると9位以下はかなり引き離された結果に終わり、サッカースタイルの転換を図った水戸が12位、徳島が2年連続の最下位となった。
なおこの年のセレッソ大阪は長居スタジアムが2007年世界陸上選手権開催のため、8月まで（長居メインスタジアムを使用した6月の一部を除き）暫定的に長居第2競技場に本拠地を移している。

## 順位表
| 順 | チーム                   | 試 | 勝 | 分 | 敗 | 得 | 失 | 差  | 点 | 出場権または降格      |
| -- | ------------------------ | -- | -- | -- | -- | -- | -- | --- | -- | --------------------- |
| 1  | コンサドーレ札幌 (C) (P) | 48 | 27 | 10 | 11 | 66 | 45 | +21 | 91 | J1 2008へ昇格         |
| 2  | 東京ヴェルディ1969 (P)   | 48 | 26 | 11 | 11 | 90 | 57 | +33 | 89 | J1 2008へ昇格         |
| 3  | 京都サンガF.C. (P)       | 48 | 24 | 14 | 10 | 80 | 59 | +21 | 86 | J1・J2入れ替え戦 2007 |
| 4  | ベガルタ仙台             | 48 | 24 | 11 | 13 | 72 | 54 | +18 | 83 |                       |
| 5  | セレッソ大阪             | 48 | 24 | 8  | 16 | 72 | 55 | +17 | 80 |                       |
| 6  | 湘南ベルマーレ           | 48 | 23 | 8  | 17 | 72 | 55 | +17 | 77 |                       |
| 7  | アビスパ福岡             | 48 | 22 | 7  | 19 | 77 | 61 | +16 | 73 |                       |
| 8  | サガン鳥栖               | 48 | 21 | 9  | 18 | 63 | 66 | −3  | 72 |                       |
| 9  | モンテディオ山形         | 48 | 15 | 13 | 20 | 46 | 56 | −10 | 58 |                       |
| 10 | 愛媛FC                   | 48 | 12 | 9  | 27 | 39 | 66 | −27 | 45 |                       |
| 11 | ザスパ草津               | 48 | 7  | 21 | 20 | 42 | 71 | −29 | 42 |                       |
| 12 | 水戸ホーリーホック       | 48 | 8  | 10 | 30 | 32 | 70 | −38 | 34 |                       |
| 13 | 徳島ヴォルティス         | 48 | 6  | 15 | 27 | 31 | 67 | −36 | 33 |                       |

最終更新は2007年12月1日の試合終了時
出典: J. League Data Site
順位の決定基準: 1. 勝点; 2. 得失点差; 3. 得点数.

## 得点ランキング
| 順位 | 選手                 | 得点 |
| ---- | -------------------- | ---- |
| 1    | フッキ（東京V）      | 37   |
| 2    | アレックス（福岡）   | 26   |
| 3    | パウリーニョ（京都） | 24   |
| 3    | 藤田祥史（鳥栖）     | 24   |
| 5    | 古橋達弥（C大阪）    | 18   |
| 6    | ダヴィ（札幌）       | 17   |
| 7    | リンコン（福岡）     | 16   |
| 8    | アンドレ（京都）     | 15   |
| 9    | 萬代宏樹（仙台）     | 14   |
| 9    | ロペス（仙台）       | 14   |